# 高雄市公車248路
高雄市公車248路（原中正幹線），由南台灣客運營運。行走捷運衛武營站及鼓山輪渡站之間，路線多處與高雄捷運橘線重疊，在橘線通車前被視為捷運先導公車路線。
本路線由於途經包括高雄火車站、西子灣、鼓山輪渡站、高雄港等主要地標；國立中山大學、國立高雄師範大學、高雄文化中心及高雄歷史博物館等政府設施，以及包括澄清湖、打狗英國領事館官邸在內的多個高雄著名的觀光點，屬高雄市其中一條重要的公共運輸路線。
過往高雄縣未跟原高雄市合併時，本路線已是來往鳳山市及高雄市之間的主要路線。

## 路線基本資料
單程行車里數約14.5公里，由建軍站駛出起，會先繞駛建軍路、中山西路、澄清路、光復路、曹公路、中山西路、澄清路、中正路回建軍站；再沿中正路、林森路、建國路到高雄火車站；再沿中山路、中正路、大公路、七賢路、臨海新路、臨海二路、濱海二路至鼓山輪渡站為止。
- 路線剛通車時由高雄市公車處行駛。
- 2007年1月1日，改由東南客運行駛。
- 2016年5月16日，新增區間車（高雄火車站－鼓山輪渡站）。
- 2018年10月14日，配合高雄市區鐵路地下化計畫鳳山車站改建完工，路線繞駛台鐵鳳山站[13]。
- 2019年12月11日，本路線由港都客運代駛。
- 2020年6月1日，本路線由南台灣客運接駛。
- 2021年6月15日，本路線不再繞駛鳳山地區。
- 2021年9月1日，「高雄火車站（捷運高雄車站）」更名為「高雄車站（中山路）」、「林森路口」站更名為「建國林森路口」。
- 2025年9月1日，248路（建軍站－鼓山輪渡站）停駛，區間車維持不變。

## 更改路線
本路線曾作出過以下改動：
- 原本繞駛鳳山路線為：建軍站 → 行仁路 → 國泰路 → 南京路 → 新富路 → 國泰路 → 五甲路 → 中山路 → 中山東路 → 鳳林路 → 仁愛路 → 中山東路 → 光遠路 → 中山西路 → 澄清路 → 回建軍站，繞駛一圈約30分鐘。後來改為：建軍站 → 建軍路 → 中山西路 → 澄清路 → 光復路 → 曹公路 → 中山西路 → 澄清路 → 回建軍站，繞駛一圈約15分鐘。

- 因臨海新路開通，248不行駛公園陸橋 → 臨海一路 → 臨海二路 → 濱海二路 → 濱海一路 → 鼓山一路 → 公園路橋（接回程）；而改駛直行七賢三路 → 臨海新路 → 臨海二路 → 濱海二路 → 濱海一路 → 臨海一路 → 臨海二路 → 臨海新路（接回程）

## 服務時間及班次
- 主線不分平假日一天均為6車次
- 區間車平日10班次、假日20車次，尖峰30～40分鐘一班、離峰40～50分鐘一班

## 停站
參見右側路線圖

## 營運車輛
本路線由南台灣客運建軍站出車，也是南台運建軍站唯一的路線，所以所有配屬該站的車輛全數專跑本路線，目前配置車輛有911-V2、912-V2、KKA-9138、KKA-9158、KKA-9161、KKA-9162。(113/10)

## 外部連結
- 南台灣客運官網 （页面存档备份，存于）
- 高雄市公車動態資訊系統 （页面存档备份，存于）
- 轉動高雄青春夢的Facebook專頁